# Bandiera gialla (programma televisivo)
Bandiera gialla è stato un programma televisivo italiano di genere musicale andato in onda su Italia 1 per due edizioni, nel 1983 e nel 1984, condotto da Red Ronnie.
La prima edizione della trasmissione è andata in onda il lunedì alle 22.15, dall'11 luglio al 25 settembre 1983, mentre la seconda è stata trasmessa al medesimo orario dal 28 giugno al 13 settembre 1984. Il programma celebrava la musica degli anni sessanta ma senza trascurare gli artisti contemporanei; in particolare, nella seconda edizione ha suscitato particolare interesse un incontro con Boy George, cantante dei Culture Club.
Ha preceduto un altro programma cult del presentatore, Be Bop a Lula.
L'idea del programma, premiato con il Telegatto, era del manager Bibi Ballandi ed era collegata alla creazione della discoteca dal medesimo nome sulle alture romagnole nei pressi Rimini.
La trasmissione, progettata dallo stesso Ronnie con il suo fido collaboratore Gianni Gitti, tecnico di ripresa e produttore di videoclip si rivelò un evento televisivo di quelle stagioni.
Tra gli ospiti, si ricordano: I Camaleonti, Lola Falana, Giancarlo Giannini, Rocky Roberts, Gianni Pettenati, Franco Franchi, Ciccio Ingrassia, Vasco Rossi, I gatti di vicolo miracoli, Jessica, Luciano De Crescenzo, Renzo Arbore, Gianni Morandi, Bobby Solo, Roberto Carlos Braga, Loredana Bertè, Ivan Cattaneo, Bonvi, etc